# 李湍
李湍（?—?），唐朝军事人物，淮西节度使吴元济属下将领。
元和年间，唐朝朝廷平定藩镇割据的淮西，李湍怀有归顺朝廷之心，元和十二年（817年）九月，李湍急渡溵河向东归降乌重胤。李湍之妻被淮西军绑在树上，凌迟而死，死后尸体被叛军分食。死前她远远呼告丈夫李湍：“善事乌仆射。”看到的人叹泣，都认为她是身怀大义。乌重胤请以李湍之妻的事迹列入史册。元和十三年（818年），唐宪宗下诏同意。李湍妻在《两唐书·列女传》有传。